# Patrik Rydbeck
Patrik Samuel Rydbeck, född 13 mars 1883 i Kristianstad, död 2 juni 1969 i Göteborgs Johannebergs församling, var en svensk industriman.
Rydbeck avlade studentexamen 1902 i Kristianstad och 1906 bergsingenjörsexamen vid KTH. Efter det att hans far, garverifabrikör Per Rydbeck, hade avlidit såldes dennes läderfabrik i Kristianstad och på förslag av garverifabrikör Per Palen investerades pengarna i en ny fabrik i Nättraby i Blekinge. Per Palen var gift med Patrik Rydbecks syster Ida och de bildade ett gemensamt bolag, AB Palen & Rydbeck. I sju år arbetade Patrik Rydbeck som ingenjör i detta företag, men lämnade det då han fick tjänst som konstruktör vid SKF i Göteborg. År 1916 befordrades han till överingenjör och chef för ritkontoret och 1918 övertog han ledningen för hela Göteborgsfabriken.
Rydbeck gjorde banbrytande insatser inom industriell organisation. Det gällde planering, arbetsledning, driftskontroll, arbets- och tidsstudier, ackordsättning mm. Inom dessa områden utförde han ett synnerligen beaktansvärt arbete och invaldes 1941 som ledamot av IVA och blev hedersledamot av densamma 1948. Han tilldelades IVA:s mindre guldmedalj och mottog KVO2kl och RNO.
Rydbeck satt i styrelsen för Chalmers tekniska högskola, Grand Hotell Haglund, Wedevågs manufakturverk, Industri AB Svenska automatvapen (SAV) och Sveriges verkstadsförenings västra krets och hade dessutom diverse kommunala uppdrag i Göteborg.
Patrik Rydbeck var gift med Elsa Tauvon och fick tre barn med henne. Makarna är begravda på Östra begravningsplatsen i Kristianstad.